# Паоло Малдини
Паоло Чезаре Малдини (итал. Paolo Cesare Maldini; Милано, 26. јун 1968) је бивши италијански фудбалер и репрезентативац, који је током читаве своје каријере наступао за Милан.

## Каријера
Малдини је свој лигашки деби у дресу Милана имао у сезони 1984/85, у утакмици са Удинезеом (1-1) 20. јануара 1985. када је у игру ушао уместо повређеног Серђа Батистинија. Малдини је тада имао свега 16 година . То му је био једини лигашки наступ те сезоне, али је већ наредне успео да избори место у стартној постави. Свој први трофеј у каријери је освојио у сезони 1987/88, а то му је уједно била и прва титула првака Италије, од укупно седам колико је са Миланом освојио Последња линија одбране коју је чинио са Франком Барезијем, Алесандром Костакуртом и Мауром Тасотијем, сматрана је једном од најбољих у историји фудбала. Касније је Малдини чинио тандем са Алесандром Нестом у одбрани Милана као и италијанске репрезентације.
Освајање Лиге шампиона и пласман у финале Светског првенства 1994. су допринели да Малдини постане први одбрамбени играч који је изабран за фудбалера године у избору часописа World Soccer. У утакмици са Тревизом 25. септембра 2005. Малдини је оборио рекорд по броју наступа у Серији А који је до тада држао Дино Зоф . То му је био 571. наступ у првенству, док је само седам дана пре тога одиграо 800. утакмицу у дресу Милана, у свим такмичењима. Свој 600. наступ у Серији А је забележио 13. маја 2007. против Катаније (1-1) Свој хиљадити меч у сениорској конкуренцији је одиграо 16. фебруара 2008. против Парме, када је у игру ушао са клупе.
Малдини је осам пута током своје каријере играо у финалима Лиге шампиона. Више од њега је у финалима европских купова наступао једино Франциско Хенто, који има и један наступ у финалу Купа победника купова, што чини укупно девет наступа у финалима свих европских купова. Са Миланом је Паоло Малдини укупно пет пута подизао пехар намењен освајачу Лиге шампиона, а последњи пут након победе над Ливерпулом (2-1) у финалу Лиге шампиона 2007. Пре овог финала је у једном интервјуу изјавио да му је претходно финале које је Милан играо 2005. најгори тренутак у каријери. Милан је тада такође против Ливерпула испустио предност од 3-0, и поражен је након извођења једанаестераца. У том чувеном финалу, Малдини је постао стрелац најбржег гола у историји финала Лиге шампиона. Он је тада савладао Јиржија Дудека у 51. секунди чиме је уједно постао и најстарији стрелац у финалима овог такмичења.
Своју 900. утакмицу за Милан у званичним такмичењима је одиграо 17. маја 2009. против Удинезеа. Последњи пут је пред домаћом публиком играо на Ђузепе Меаци у поразу од Роме (2-3) 24. маја. Од активног играња се опростио 31. маја 2009. у последњем колу првенства, на гостовању Фјорентини (2-0).
Милан је повукао из употребе дрес са бројем три, који је Малдини носио током читаве своје каријере, уз могућност да се он врати у употребу у случају да један од његових синова стигне до првог тима.

## Репрезентација
Малдинију је 1986. његов отац Чезаре упутио позив да наступи за репрезентацију Италије до 21 године. У овој селекцији Паоло је током две године одиграо 12 утакмица и постигао пет голова. За сениорску репрезентацију је дебитовао 31. марта 1988. у пријатељској утакмици са Југославијом (1-1), када му је било 19 година. Са олимпијском селекцијом је учествовао на Олимпијским играма 1988. На Европском првенству 1988. наступио је на све четири утакмице своје репрезентације која је елиминисана у полуфиналу од Совјетског Савеза (0-2). Малдини је са репрезентацијом освојио треће место на Првенству света на којем је Италија била домаћин 1990. У полуфиналу су тада испали од Аргентине након извођења једанаестераца, док су у утакмици за треће место савладали Енглеску (2-1).
Први гол у дресу репрезентације је постигао на свом 44. наступу, у победи над Мексиком (2-0) у пријатељској утакмици одиграној 20. јануара 1993. На Светском првенству 1994. стигао је до финала у којем је репрезентација Италије поражена од Бразила након извођења пенала. Уврштен је у најбољи састав светског првенства, 32 године након што је то успео његов отац на Светском првенству 1962. После овог првенства и повлачења из репрезентације до тадашњег капитена Франка Барезија, Малдини је наследио капитенску траку.
На Европском првенству 1996. Италија је елиминисана још у такмичењу по групама, док је на Светском првенству 1998. елиминисана од Француске у четвртфиналу након извођења једанаестераца. Италија је до још једног финала стигла на Европском првенству 2000. али је поново претрпела пораз, овог пута од Француске у продужецима.
Након елиминације у осмини финала на Светском првенству 2002. од Јужне Кореје, Малдини се повукао као играч са највише наступа у селекцији Италије. На тим утакмицама успео је да постигне седам голова, и то све на домаћем терену. За репрезентацију је наступао 16 година, а више од половине тог времена је био капитен. Са капитенском траком на руци је у дресу са државним грбом одиграо укупно 74 утакмице.
Фебруара 2009. селектор репрезентације Марчело Липи је пружио подршку за организовање Малдинијеве опроштајне утакмице, на којој би он последњи пут наступио за Азуре. Фудбалски савез Италије му је понудио да се од активног играња фудбала опрости на пријатељској утакмици са Северном Ирском, али је Малдини то одбио због тога што је желео да заврши играчку каријеру на некој утакмици са такмичарским значајем.

## Статистика

### Клуб
| Клуб   | Сезона   | Серија А | Серија А | Куп Италије | Куп Италије | Евро купови1 | Евро купови1 | Остала такмичења2 | Остала такмичења2 | Укупно   | Укупно |
| Клуб   | Сезона   | Утакмица | Голова   | Утакмица    | Голова      | Утакмица     | Голова       | Утакмица          | Голова            | Утакмица | Голова |
| ------ | -------- | -------- | -------- | ----------- | ----------- | ------------ | ------------ | ----------------- | ----------------- | -------- | ------ |
| Милан  | 1984/85. | 1        | 0        | —           | —           | —            | —            | —                 | —                 | 1        | 0      |
| Милан  | 1985/86. | 27       | 0        | 6           | 0           | 6            | 0            | 1                 | 0                 | 40       | 0      |
| Милан  | 1986/87. | 29       | 1        | 7           | 0           | —            | —            | 13                | —                 | 37       | 1      |
| Милан  | 1987/88. | 26       | 2        | 1           | 0           | 2            | 0            | —                 | —                 | 29       | 2      |
| Милан  | 1988/89. | 26       | 0        | 7           | 0           | 7            | 0            | —                 | —                 | 40       | 0      |
| Милан  | 1989/90. | 30       | 1        | 6           | 0           | 10           | 0            | 1                 | 0                 | 47       | 1      |
| Милан  | 1990/91. | 26       | 4        | 3           | 0           | 5            | 0            | 1                 | 0                 | 35       | 4      |
| Милан  | 1991/92. | 31       | 3        | 7           | 1           | —            | —            | —                 | —                 | 38       | 4      |
| Милан  | 1992/93. | 31       | 2        | 8           | 0           | 10           | 1            | 1                 | 0                 | 50       | 3      |
| Милан  | 1993/94. | 30       | 1        | 2           | 0           | 12           | 1            | 2                 | 0                 | 46       | 2      |
| Милан  | 1994/95. | 29       | 2        | 1           | 0           | 12           | 0            | 1                 | 0                 | 43       | 2      |
| Милан  | 1995/96. | 30       | 3        | 3           | 0           | 8            | 0            | —                 | —                 | 41       | 3      |
| Милан  | 1996/97. | 26       | 1        | 3           | 0           | 6            | 0            | 1                 | 0                 | 36       | 1      |
| Милан  | 1997/98. | 30       | 0        | 7           | 0           | —            | —            | —                 | —                 | 37       | 0      |
| Милан  | 1998/99. | 31       | 1        | 2           | 0           | —            | —            | —                 | —                 | 33       | 1      |
| Милан  | 1999/00. | 27       | 1        | 4           | 0           | 6            | 0            | 1                 | 0                 | 38       | 1      |
| Милан  | 2000/01. | 31       | 1        | 4           | 0           | 14           | 0            | —                 | —                 | 49       | 1      |
| Милан  | 2001/02. | 15       | 0        | —           | —           | 4            | 0            | —                 | —                 | 19       | 0      |
| Милан  | 2002/03. | 29       | 2        | 1           | 0           | 19           | 0            | —                 | —                 | 49       | 2      |
| Милан  | 2003/04. | 30       | 0        | —           | —           | 10           | 0            | 2                 | 0                 | 42       | 0      |
| Милан  | 2004/05. | 33       | 0        | —           | —           | 13           | 1            | 1                 | 0                 | 47       | 1      |
| Милан  | 2005/06. | 14       | 2        | —           | —           | 9            | 0            | —                 | —                 | 23       | 2      |
| Милан  | 2006/07. | 18       | 1        | —           | —           | 9            | 0            | —                 | —                 | 27       | 1      |
| Милан  | 2007/08. | 17       | 1        | —           | —           | 4            | 0            | 2                 | 0                 | 23       | 1      |
| Милан  | 2008/09. | 30       | 0        | —           | —           | 2            | 0            | —                 | —                 | 32       | 0      |
| Укупно | Укупно   | 647      | 29       | 72          | 1           | 168          | 3            | 15                | 0                 | 902      | 33     |

1Евро купови укључују Лигу шампиона, УЕФА куп и УЕФА суперкуп
2Друга такмичења у која спадају Суперкуп Италије, Интерконтинентални куп и Светско клупско првенство
3Плеј оф за европска такмичења

### Репрезентација
| Година | Утакмица | Голова |
| ------ | -------- | ------ |
| 1988.  | 10       | 0      |
| 1989.  | 7        | 0      |
| 1990.  | 11       | 0      |
| 1991.  | 8        | 0      |
| 1992.  | 7        | 0      |
| 1993.  | 5        | 2      |
| 1994.  | 12       | 0      |
| 1995.  | 7        | 1      |
| 1996.  | 7        | 0      |
| 1997.  | 11       | 2      |
| 1998.  | 11       | 1      |
| 1999.  | 7        | 1      |
| 2000.  | 11       | 0      |
| 2001.  | 7        | 0      |
| 2002.  | 5        | 0      |
| Укупно | 126      | 7      |

### Голови за репрезентацију
| #  | Датум              | Место            | Противник | Резултат | Такмичење                                 |
| -- | ------------------ | ---------------- | --------- | -------- | ----------------------------------------- |
| 1. | 20. јануар 1993.   | Фиренца, Италија | Мексико   | 2-0      | Пријатељска                               |
| 2. | 24. март 1993.     | Палермо, Италија | Малта     | 6-1      | Квалификације за Светско првенство 1994.  |
| 3. | 11. новембар 1995. | Бари, Италија    | Украјина  | 3-1      | Квалификације за Европско првенство 1996. |
| 4. | 29. март 1997.     | Трст, Италија    | Молдавија | 3-0      | Квалификације за Светско првенство 1998.  |
| 5. | 30. април 1997.    | Напуљ, Италија   | Пољска    | 3-0      | Квалификације за Светско првенство 1998.  |
| 6. | 22. април 1998.    | Парма, Италија   | Парагвај  | 3-1      | Пријатељска                               |
| 7. | 5. јун 1999.       | Болоња, Италија  | Велс      | 4-0      | Квалификације за Европско првенство 2000. |

## Трофеји

### Милан
- Серија А (7): 1988, 1992, 1993, 1994, 1996, 1999. и 2004.
- Куп (1): 2003.
- Суперкуп (5): 1988, 1992, 1993, 1994. и 2004.
- УЕФА Лига шампиона (5): 1989, 1990, 1994, 2003. и 2007.
- УЕФА суперкуп (5): 1989, 1990, 1994, 2003. и 2007.
- Интерконтинентални куп (2): 1989. и 1990.
- Светско клупско првенство (1): 2007.

### Репрезентација
- Светско првенство (треће место): 1990.
- Светско првенство (друго место): 1994.
- Европско првенство (треће место): 2000.

### Појединачни
- Браво награда (1): 1989.
- Најбољи тим првенства (1): 1994.
- Најбољи тим првенства (1): 1988. 1996. и 2000.
- Најбољи фудбалер године (друго место): 1995.
- Златна лопта (треће место): 1994. и 2003.
- ФИФА 100 : 1